# 艾華士
艾華士，OBE（Jack Edwards，1918年5月24日－2006年8月13日），二次大戰英國退伍軍人，日軍戰俘。他戰後致力追查日本戰犯下落，搜集日本侵華證據，並促進香港退伍軍人福利。 （页面存档备份，存于）
 （页面存档备份，存于）

 （页面存档备份，存于）

 （页面存档备份，存于）

## 早年生活
1918年5月24日，艾華士在威爾士卡迪夫出生。

## 從軍
1942年2月，艾華士在新加坡被日軍攻陷時，在英國皇家通信兵部隊（Royal Corps of Signals）裏當中士。英軍投降後，他被日軍俘擄囚禁在樟宜監獄。一段日子後, 他被運送往當時是日本殖民地的台灣，被關進瑞芳金瓜石戰俘營，離九份不遠。他與另外526名英軍戰俘，在炎熱的熱帶氣候下，在山區中的銅礦場裏被迫當苦工，他隸屬的那隊每天要「生產」裝滿24箱貨車的銅礦，不然會被虐打。1945年當日軍投降時，只有64名戰俘生還，他與其他生還者可憐到眼睛凹陷，骨瘦如柴。

## 二次大戰後
艾華士用了1年時間在倫敦休養生息。1946年他重臨金瓜石戰俘營，在遠東國際軍事法庭作供。他回到威爾士南部家鄉後，在當地政府內找到工作。但好景不常，人們對他的戰俘回憶表現冷漠；終於，在1963年，他決定離開英國，來到香港。他在香港政府房屋署內找到一份房屋主任的工作。離開政府後, 他在香港置地找到另一份房屋經理的工作。在香港，艾華士加入並積極參與二戰退伍英軍協會和前退伍軍人協會事務，後來更成為後者的主席。

## 社會運動家
艾華士當上二戰退伍英軍協會主席後，以堅定不移，永不言敗的决心，在1991年為華籍英兵和他們的寡婦們向英國政府成功爭取福利。更令人振奮的是，在1997年香港主權移交前，他再次為華籍英兵的寡婦和未亡人向英國政府成功爭取到居英權。
他亦曾代表二戰間被日軍強逼兌換日本軍票的苦主發聲，向日本政府爭取道歉及賠償。

## 家庭生活
艾華士的第一段婚姻因二戰而告終。1974年，艾氏在一個派對中邂逅曾是中國人民解放軍舞蹈團的成員的次任妻子譚素蘭（Polly Tam So-lan）。他們在1990年結婚，由於酷愛舞蹈，夫妻倆常在新界沙田家中的客廳裏，一邊播着台灣歌曲，一邊唱歌跳舞。
艾華士育有一名繼女，並能操一口流利的粤语。

## 晚年
艾華士的健康於2002年開始明顯惡化，於當年到西灣國殤紀念墳場掃墓時突然昏迷，並於2003年中風而失去左眼視力，於翌年重光紀念日紀念儀式上全程無法站立，並於上台致辭時需人攙扶。兩年間，艾華士已衰老至無法遠行的地步。
2006年8月1日，艾華士到沙田威爾士親王醫院入院接受手術以排出小腿、腳踝水腫之積水，於9日接受手術後被送到毗鄰沙田醫院休養以待出院，但不幸於13日出現手術併發症心臟病發，被緊急送回威院搶救，最後急救無效不治病逝。其遺孀於十五分鐘前剛離開病房，對亡夫因此等小手術而病故感到非常震驚。
艾華士其後在2006年9月29日安葬於歌連臣角軍人墳場。

## 軼事
- 他用了四十五年時間寫成《Banzai You Bastards!》（中譯：無言的吶喊／萬歲，你們這群混蛋！）這本講述他作為戰俘的書。
- 負責將其著作翻譯成日文的記者薙野慎二，在還有三分之二未完成的情況下，在加拿大滿地可慘遭謀殺。
- 他曾應戴安娜王妃的要求，成功找到她一名宮女父親的墳墓。這名父親便是在二戰中喪生的Merton Beckwith-Smith少將。
- 他在2000年藉着英國政府的10,000英鎊資助，再次回到金瓜石出席那兒1個紀念碑的落成典禮。
- 於被囚禁於集中營期間，聽到日軍聲稱假設美國沒有投下原子彈，他與其他倖存者再過兩天便會被日軍殺掉。
- 當二戰快將結束之際，美軍飛機在金瓜石集中營上空投下糧食，但因為高度不夠，降落傘沒有及時張開，意外砸死了幾名戰俘與平民。由於艾華士小時在基督少年軍學識旗語，他立即向飛機示意「不要投下」（Don't Drop）。當美軍飛機快將再次投下糧食之際，其中1名機組人員因本身也曾是童子軍，明白他意思後，才停止投下糧食。

## 引述
「盟軍重建了日本、德國和意大利，無人幫助我們（戰爭受害者）重建我們的生命。（戰爭受害者的）悲傷與惡夢至死不能磨滅。我願意饒恕，但我們不應該忘記。」